# Szybowiec wojskowy
Szybowiec wojskowy, szybowiec transportowy – odmiana szybowca używana do transportu żołnierzy i ich wyposażenia na pole walki.

## Historia

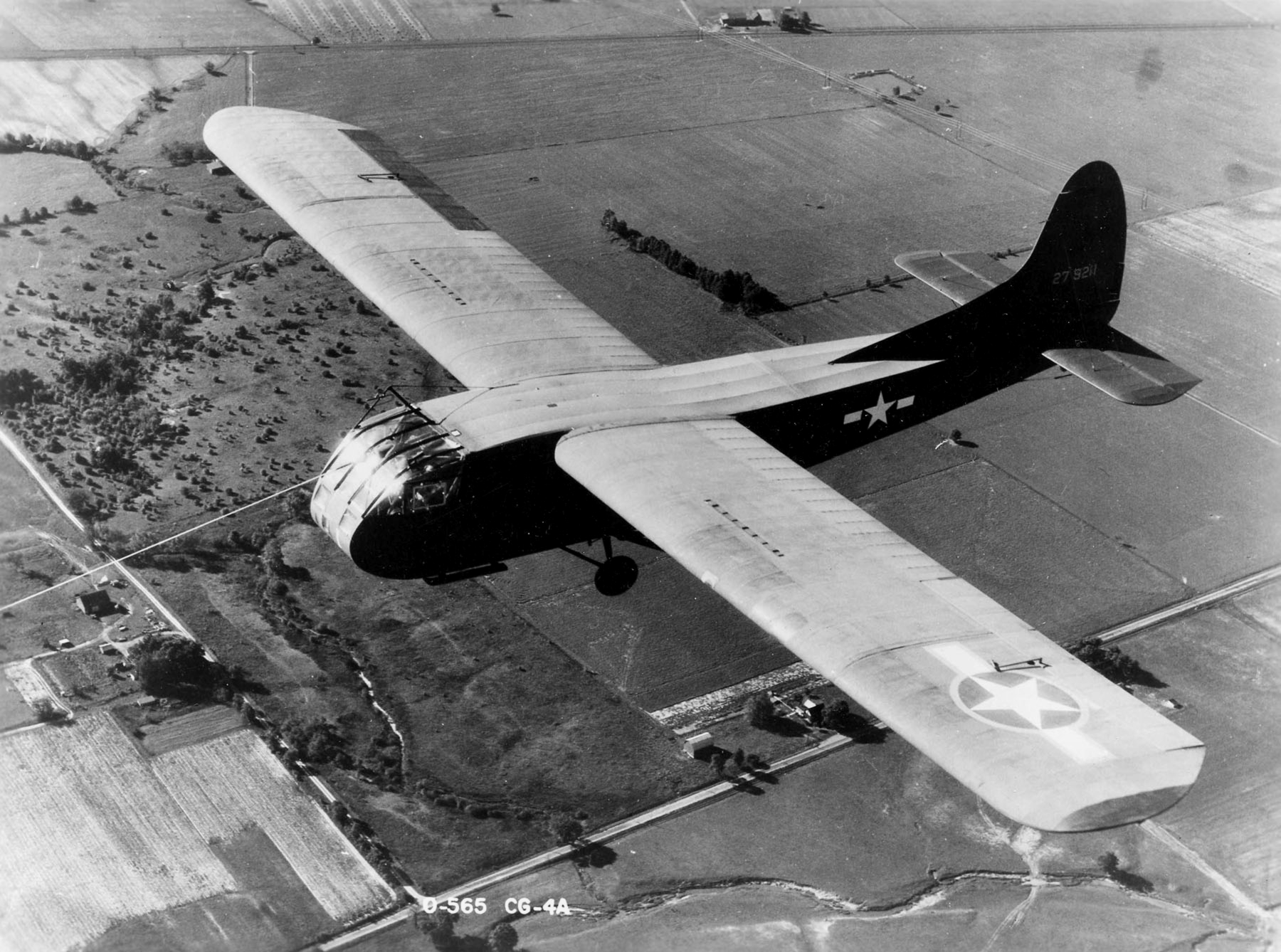
Amerykański szybowiec wojskowy Waco CG-4

Pierwsze szybowce wojskowe powstały w Związku Radzieckim w 1932, kiedy to w biurze konstrukcyjnym kierowanym przez Borysa Urłapowa zaprojektowano szybowiec G-63 przeznaczony do transportu 16. żołnierzy. Nie został zbudowany, ale zapoczątkował dalsze prace nad rozwojem tej koncepcji, które doprowadziły do zbudowania innych typów i wersji szybowców transportowych w ZSRR. Zostały zbudowane szybowce GN-4 i GN-8. Radzieckie pomysły zostały zauważone w Niemczech. W wyniku własnych prac konstrukcyjnych Niemcy opracowali własny szybowiec DFS 230 zdolny do transportu dziewięciu żołnierzy, który wdrożyli do produkcji seryjnej. Szybowce transportowe po raz pierwszy zostały użyte bojowo przez Niemcy w 1940 do ataku na belgijski fort Eben-Emael. W okresie II wojny światowej szybowce wojskowe używane były przez siły wszystkich głównych uczestników wojny i brały one udział w niektórych z głównych operacji wojny.

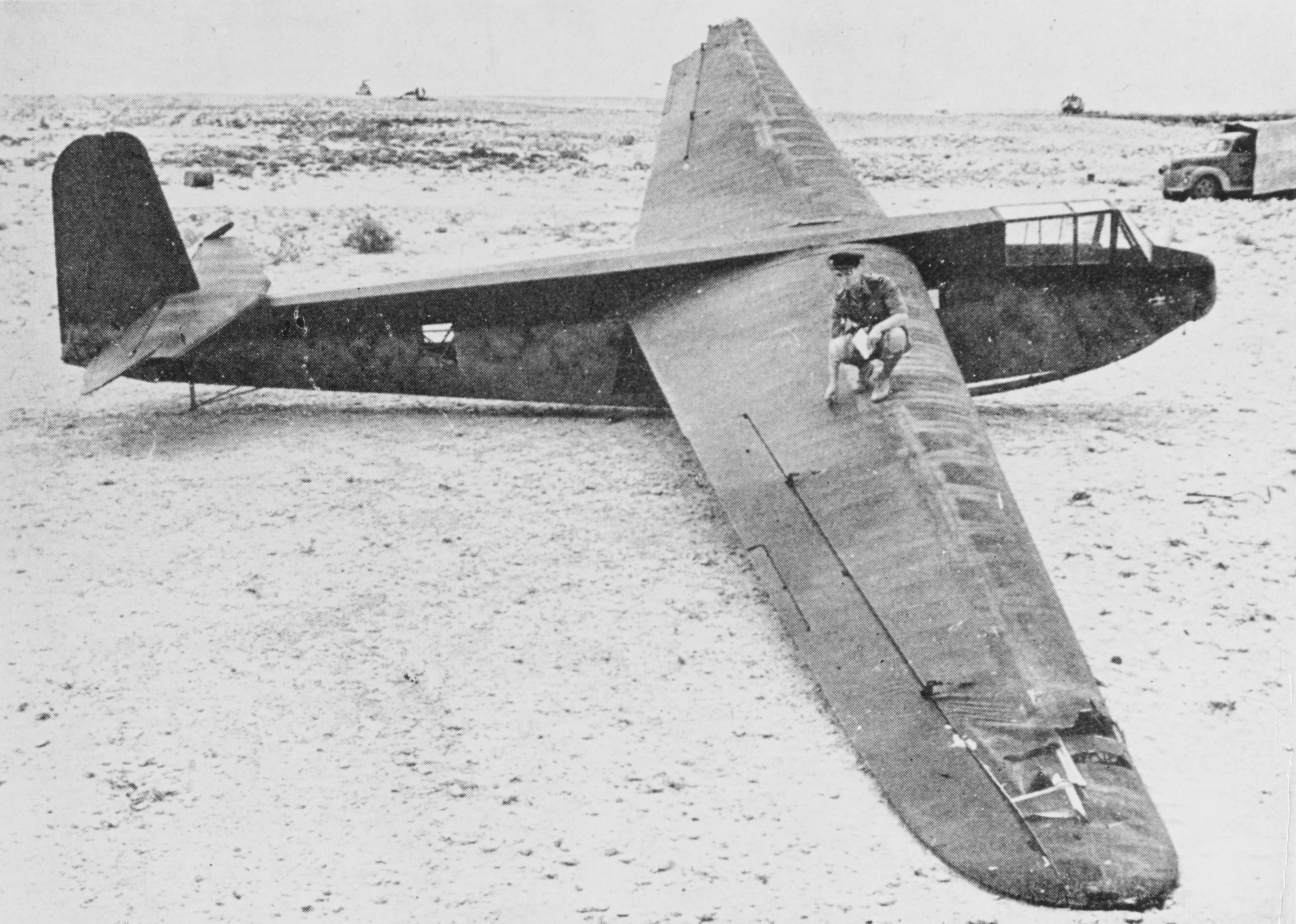
Niemiecki szybowiec transportowy DFS 230

Szybowce służyły do transportu żołnierzy, zaopatrzenia, a także lekkich pojazdów czy artylerii oraz nawet lekkich czołgów. W czasie wojny powstały także doświadczalne projekty czołgów latających polegające na doczepieniu do kadłuba czołgu skrzydeł i ogona tworząc w taki sposób prowizoryczny szybowiec.

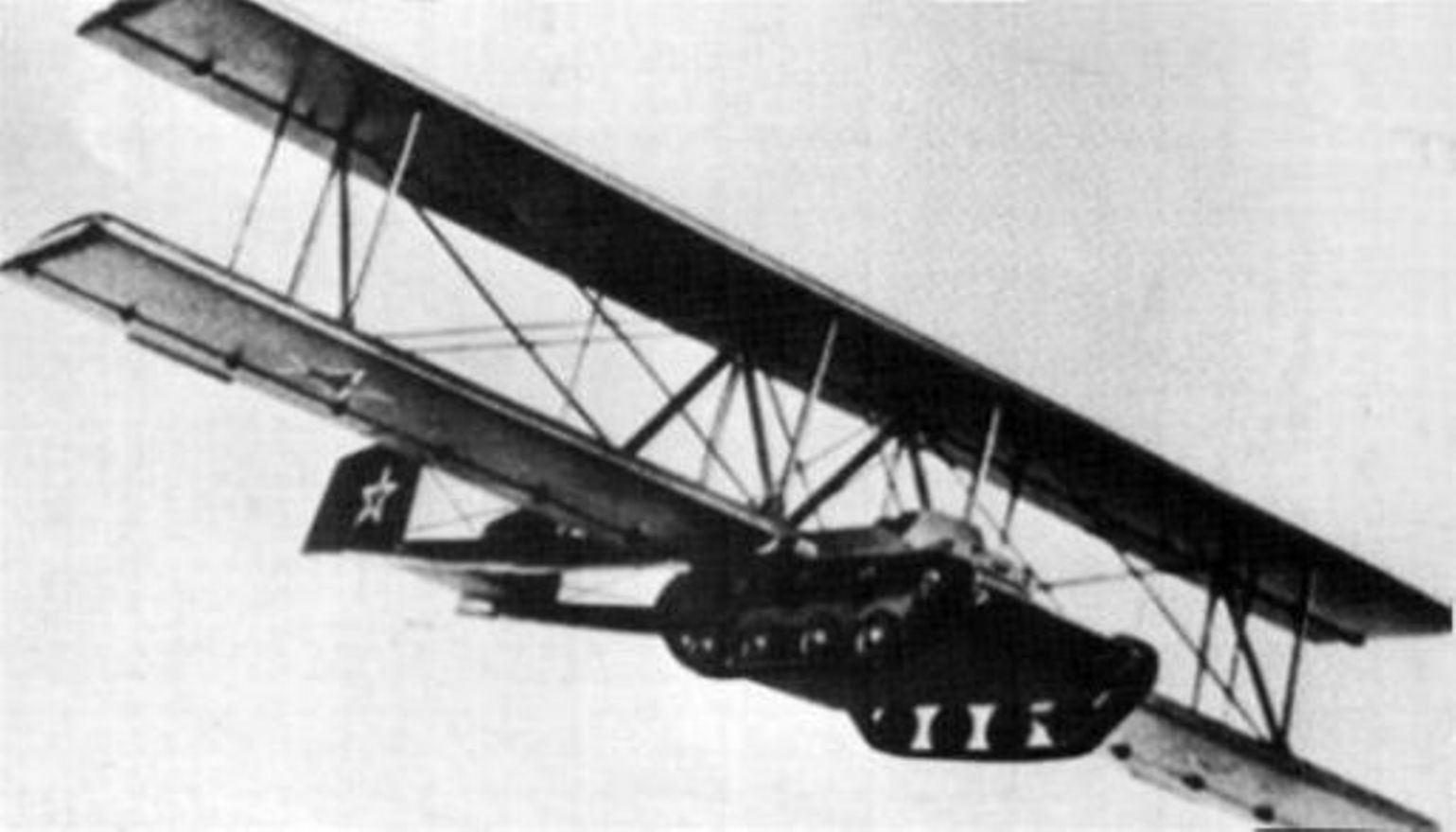
Radziecki szybowiec wojskowy typu czołg latający A-40 KT

Użycie szybowców do transportu wojska pozwalało zwielokrotnić liczbę żołnierzy, którzy mogli być przetransportowani drogą powietrzną. Samolot przewożący spadochroniarzy mógł holować jeden lub więcej szybowców podwajając, czy potrajając liczebność transportowanych oddziałów. Dodatkową zaletą w porównaniu z desantem spadochronowym był brak rozproszenia desantowanej jednostki, która przy zrzucie spadochronowym mogła być rozrzucona na dużym obszarze.
Szybowce wojskowe miały zazwyczaj bardzo lekką i tanią konstrukcję (często prawie całkowicie drewnianą), budowane były z myślą o jednorazowym użyciu. W porównaniu z wyczynowymi, sportowymi szybowcami, używane przez wojsko szybowce transportowe były znacznie cięższe, o stosunkowo krótszych skrzydłach i znacznie mniejszej doskonałości. W odróżnieniu od szybowców sportowych, transportowe jednostki wojskowe nie były w stanie wykorzystywać kominów termicznych do nabrania wysokości.
Postęp techniki wojskowej (przede wszystkim opracowania dużych śmigłowców transportowych) spowodował ich wycofanie z użycia (choć wojska Związku Radzieckiego miały je jeszcze w latach 60. XX wieku), już w okresie wojny koreańskiej do transportu wojsk aeromobilnych używano śmigłowców. 